# 금융 포용
금융 포용(financial inclusion), 포용 금융, 포용적 금융은 금융서비스에 접근할 수 있는 기회의 가용성과 평등성을 의미한다. 이는 개인과 기업이 적절하고 저렴하며 시의적절한 금융 상품 및 서비스(은행, 융자, 주식 및 보험 상품 포함)에 접근할 수 있는 프로세스를 의미한다. 은행 서비스를 이용할 수 없는 인구가 가계 소득을 개선하고 소득 불평등을 줄이기 위한 저축, 투자, 보험 수단에 접근할 수 있도록 함으로써 경제 성장의 포용을 강화할 수 있는 경로를 제공한다.
금융 포용 노력은 일반적으로 은행 서비스를 받지 못하거나 은행 서비스가 부족한 사람들을 대상으로 하며 지속 가능한 금융 서비스를 그들에게 제공한다. 재정적 포함을 제공한다는 것은 단순히 은행 계좌를 개설하는 것 이상을 의미한다. 은행을 이용하는 개인은 다른 금융 서비스에서 제외될 수 있다. 더욱 포용적인 금융 시스템을 갖추는 것은 더욱 강력하고 지속 가능한 경제 성장 및 발전과 연결되어 금융 포용을 달성하는 것이 전 세계 많은 국가의 우선순위가 되었다.
2021년에는 약 14억 명의 성인이 은행 계좌가 부족했다. 은행 서비스를 이용할 수 없는 이들 중에는 상당수가 농촌 지역의 여성과 빈곤층이다. 금융기관에서 배제된 사람들은 종종 차별을 당하거나 취약하거나 소외된 계층에 속한다.
금융 인프라와 금융 서비스의 부족으로 인해 많은 소외 계층과 저소득층 지역사회가 어려움을 겪고 있다. 특히, 적절한 정보가 부족하면 저소득층 커뮤니티에 피해를 주고 재정적 위험에 노출될 수 있다. 예를 들어, 급여일 대출은 이자율이나 복리 이율에 대해 제대로 알지 못하는 저소득층을 대상으로 한다. 그러한 사람들은 약탈적 기관에 갇히거나 빚을 지게 될 수 있다.
공공 부문은 성인이 교육, 세무 준비, 복지 지원 등 무료 금융 서비스를 받을 수 있도록 봉사 활동과 교육을 주도한다. 비영리 단체는 민간 자원과 주 자금 지원을 통해 소외된 지역 사회에 봉사하는 데 헌신한다. 캘리포니아 내에서는 주법에 따라 회계연도 동안 보조금을 지급할 수 있으며 비영리 단체는 추가 자금을 신청할 수 있다. 법안 AB-423은 주정부가 청년들의 재정적 포용 부족을 인식한 예이다. 이 법안은 학생 교육 및 금융 지식 수업을 이르면 9학년부터 시작하도록 장려한다.
모든 개인이 금융 서비스를 필요로 하거나 원하는 것은 아니지만 금융 포용은 공급 측면과 수요 측면 모두의 모든 장벽을 제거하는 것을 목표로 한다. 공급 측면의 장벽은 금융 기관 자체에서 비롯된다. 이는 종종 열악한 금융 인프라를 나타내며, 인근 금융 기관 부족, 계좌 개설 비용이 높거나 문서 요구 사항이 포함된다. 수요 측면 장벽은 금융 서비스를 추구하는 개인의 측면을 말하며 재정적 결정에 영향을 미치는 낮은 금융 이해력, 금융 능력 부족, 문화적 또는 종교적 신념(예: 사채업자에 대한 의심 또는 고리대금 거부)을 포함한다.
일부 전문가들은 금융 포용 이니셔티브의 효과에 대해 회의적인 입장을 표명한다. 소액 금융 이니셔티브에 대한 연구에 따르면 소액 기업가에 대한 광범위한 신용 가용성은 의도하지 않은 형태의 기업가 정신인 비공식적 중개를 생성할 수 있다.

## 같이 보기
- 기업 윤리